# Tineke (voornaam)
Tineke is een meisjesnaam. Het is een verkorting van namen als Catharina, Christina, Leontina, Martine enz. Zie ook Martinus. De naam betekent rein, zuiver, gezalfde, genadig, De kleine krijgshaftige
De naam Tineke werd in Nederland populair tussen de jaren 1940 en 1995. In 2014 kwam de naam in Nederland 3345 keer voor als voornaam en 1432 keer als volgnaam. In 2016 werd de naam 6 maal gegeven. Daarmee stond de naam dat jaar op plaats 1497 van de namen die dat jaar in Nederland werden ingeschreven. 
In verhouding komt de naam het meest voor in de gemeenten Enkhuizen, Oostzaan, Ferwerderadiel, Dongeradeel en Kollumerland en Nieuwkruisland.

## Bekende naamdragers
- Tineke Bartels - Nederlands amazone
- Tineke Beishuizen - Nederlands schrijver en een columniste
- Tineke Bennema - Nederlandse journaliste en schrijfster
- Tineke Bot, Nederlandse kunstenares
- Tineke Caels -  Vlaams actrice
- Tineke Ceelen - Nederlands bestuurster
- Tineke Cleiren - juriste
- Tineke Dijkshoorn - Nederlandse schaatsster
- Tineke den Dulk - Nederlands schaatsster
- Tineke Duyvené de Wit - schrijfster achter het pseudoniem "Tessa de Loo"
- Tineke van Dijk - Nederlands vertaalster
- Tineke Fopma - Nederlands wielrenster
- Tineke de Groot -  Nederlandse journaliste en documentairemaakster
- Tineke Hidding - Nederlandse atlete
- Tineke Huizinga - Nederlands politica
- Tineke Hulzebosch - Nederlandse langebaanschaatsster
- Tineke Kröner - Nederlandse verzetstrijdsster
- Tineke van der Laan - Joods verzetsstrijdster in Nederland
- Tineke Lagerberg - Nederlands zwemster
- Tineke van Leer - Nederlands actrice
- Tineke Lodders - Nederlands politica
- Tineke Netelenbos - Nederlands bestuurder en voormalig politica
- Tineke de Nooij - Nederlands presentatrice
- Tineke Nusink - Nederlandse kunstenares
- Tineke Postma - Nederlands saxofoniste en componist
- Tineke Reijnders - Nederlands kunsthistorica
- Tineke Schilthuis - Nederlands politica
- Tineke Schokker - Nederlands politica
- Tineke Schouten - Utrechts comédienne
- Tineke Slagter-Roukema - Nederlands politica
- Tineke Strik - Nederlands politica
- Tineke Teerlynck - Belgisch politica
- Tineke de Veer - Nederlands sportvliegster
- Tineke Verburg - Nederlands televisiepresentatrice en voormalig tv-omroepster
- Tineke Wibaut-Guilonard - Nederlands verzetsstrijdster
- Tineke Willemsen - Nederlands hoogleraar
- Tineke Witteveen-Hevinga - Nederlands politica